# Bachorza (powiat sokołowski)
Bachorza – wieś w Polsce położona w województwie mazowieckim, w powiecie sokołowskim, w gminie Sokołów Podlaski. Ma status sołectwa. W okolicy wsi swoje źródło ma rzeka Cetynia.
| SIMC    | Nazwa            | Rodzaj    |
| ------- | ---------------- | --------- |
| 0688605 | Bachorza-Kolonia | część wsi |
| 0688611 | Bachorza-Ośrodek | część wsi |

W latach 1975–1998 miejscowość należała administracyjnie do województwa siedleckiego.
Wierni Kościoła rzymskokatolickiego należą do parafii Niepokalanego Serca Najświętszej Maryi Panny w Sokołowie Podlaskim